# العلياء (عفرين)
العلياء  قرية سوريّة تتبع إداريّاً لمحافظة حلب منطقة عفرين ناحية راجو، بلغ تعداد سكانها 43 نسمة حسب التعداد السكاني لعام 2004.